# Ablanca
Ablanca (2004 m) je gora v Triglavskem narodnem parku. Vzpenja se jugovzhodno od Studorskega prevala in je najvišji vrh grebena Sleme.

## Dostop
Na vrh Ablance vodi neoznačena steza, ki se odcepi od markirane poti na križišču poti na Studorskem prevalu. Najhitrejši dostop do vrha je od parkirišča na koncu ceste na Pokljuki, od koder je do vrha Ablance 2 uri in 20 minut hoje.